# パイレーツ・ロック

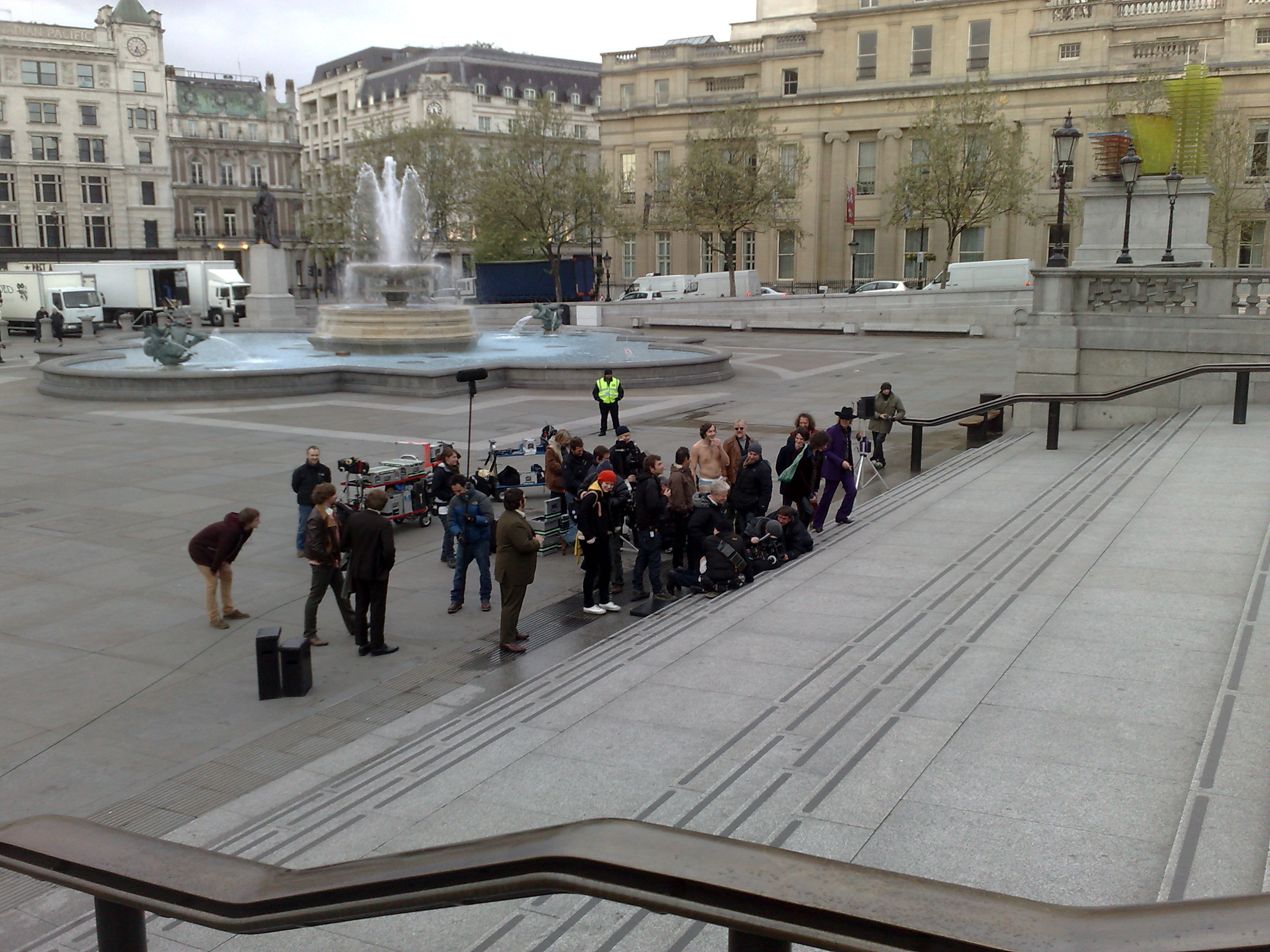
『パイレーツ・ロック』撮影風景

『パイレーツ・ロック』（原題: The Boat That Rocked）は、2009年のイギリス・ドイツ映画。アメリカ公開時のタイトルは『Pirate Radio』。

## ストーリー
1960年代、まだイギリスに民放ラジオが存在せずポピュラーミュージックの放送が制限されていた時代に、北海の公海上からロック音楽を流して人気を集めていた「海賊ラジオ局」を取り巻く若者と政府を描く。
ドラッグと喫煙で高校を退学させられた少年カールは、更生のために母親の旧友クエンティンのもとで暮らすことになった。ところがクエンティンの住処とは、海中に浮かぶ文字通りの海賊ラジオ局、「ラジオ・ロック」の拠点であった。そこで毎日を過ごすDJたちは筋金入りのロック魂の持ち主であり、イギリスで初めて「FxxK」という単語を電波に乗せて送ったり、プリティな女の子たちを船に呼んでは楽しく「遊んだり」しながら、「国の風紀を乱す」として取り潰しの機会を狙う政府をもおちょくる日々を送っていた。カールは先輩たちの行動に引っ張り回されながら、いつしか彼らの気儘な生活に溶け込んでゆく。

## キャスト
※括弧内は日本語吹替
- カール - トム・スターリッジ（私市淳）

引き取られて来た18歳の青年。
- クエンティン - ビル・ナイ（有本欽隆）

オーナー
- ザ・カウント - フィリップ・シーモア・ホフマン（後藤哲夫）

通称：伯爵。DJ。アメリカから来た。
- デイヴ - ニック・フロスト（長嶝高士）

黒縁メガネ1。デブもみあげDJ。
- ギャヴィン - リス・エヴァンス（安井邦彦）

米国帰りDJ。
- ボブ - ラルフ・ブラウン

3時から6時の髭もじゃ頭DJ。
- アンガス - リス・ダービー

お笑い担当。口ひげDJ。
- サイモン - クリス・オダウド

結婚式を挙げるDJ。
- マーク - トム・ウィズダム

無口な黒髪DJ。
- ハロルド - アイク・ハミルトン

黒人DJ。
- ニュース・ジョン - ウィル・アダムズデイル（英語版）

黒縁メガネ2。天気とニュース担当。
- フェリシティ - キャサリン・パーキンソン

唯一の女性乗組員。料理担当。
- シック・ケヴィン - トム・ブルック（英語版）

カールと同室の青年。
- ドルマンディ - ケネス・ブラナー（内田直哉）

政治家。
- ミスC - シネイド・マシューズ（英語版）
- トゥワット - ジャック・ダヴェンポート
- マリアン - タルラ・ライリー
- シャーロット - エマ・トンプソン

カールの母親。
- エレノア - ジャニュアリー・ジョーンズ
- デジリー - ジェマ・アータートン

## スタッフ
- 監督・製作総指揮・脚本：リチャード・カーティス
- プロダクションデザイン：マーク・ティルデスリー
- 衣装デザイン：ジョアンナ・ジョンストン

## 劇中で使用された曲
- ステイ・ウィズ・ミー・ベイビー
- オール・オブ・ザ・ナイト
- エレノア
- ジュディのごまかし
- ダンシング・イン・ザ・ストリート
- 素敵じゃないか
- ウー・ベイビー・ベイビー
- ディス・ガイ
- ハイ・ホー・シルヴァー・ライニング
- 恋のマジック・アイ
- ウィズ・ア・ガール・ライク・ユー
- あの娘のレター
- アイム・アライヴ
- イエスタデイ・マン
- アイヴ・ビーン・ア・バッド・バッド・ボーイ
- サイレンス・イズ・ゴールデン
- この世の果てまで
- フライデー・オン・マイ・マインド
- マイ・ジェネレーション
- クリムズンとクローバー
- アイ・フィール・フリー
- 風の中のマリー
- 青い影
- ジーズ・アームズ・オブ・マイン
- クレオズ・ムード
- 恋にご用心
- シーズ・ラザー・ビー・ウィズ・ミー
- 98.6
- サニー・アフタヌーン
- 父と子
- サテンの夜
- この胸のときめきを
- ステイ・ウィズ・ミー（ベイビー）
- ハング・オン・スルーピー
- ジス・オールド・ハート・オブ・マイン
- レッツ・ダンス